# إميلي تومسون
إميلي تومسون (بالإنجليزية: Emily Thomson)‏ هي لاعبة كرة قدم بريطانية، ولدت في 12 أغسطس 1993 في ماذرويل ‏ في المملكة المتحدة. شاركت مع منتخب اسكتلندا لكرة القدم للسيدات. أما مع النوادي، فقد لعبت مع نادي أرسنال للسيدات.

## وصلات خارجية
- إميلي تومسون على موقع Soccerway.com (الإنجليزية)